# Romeni in Italia

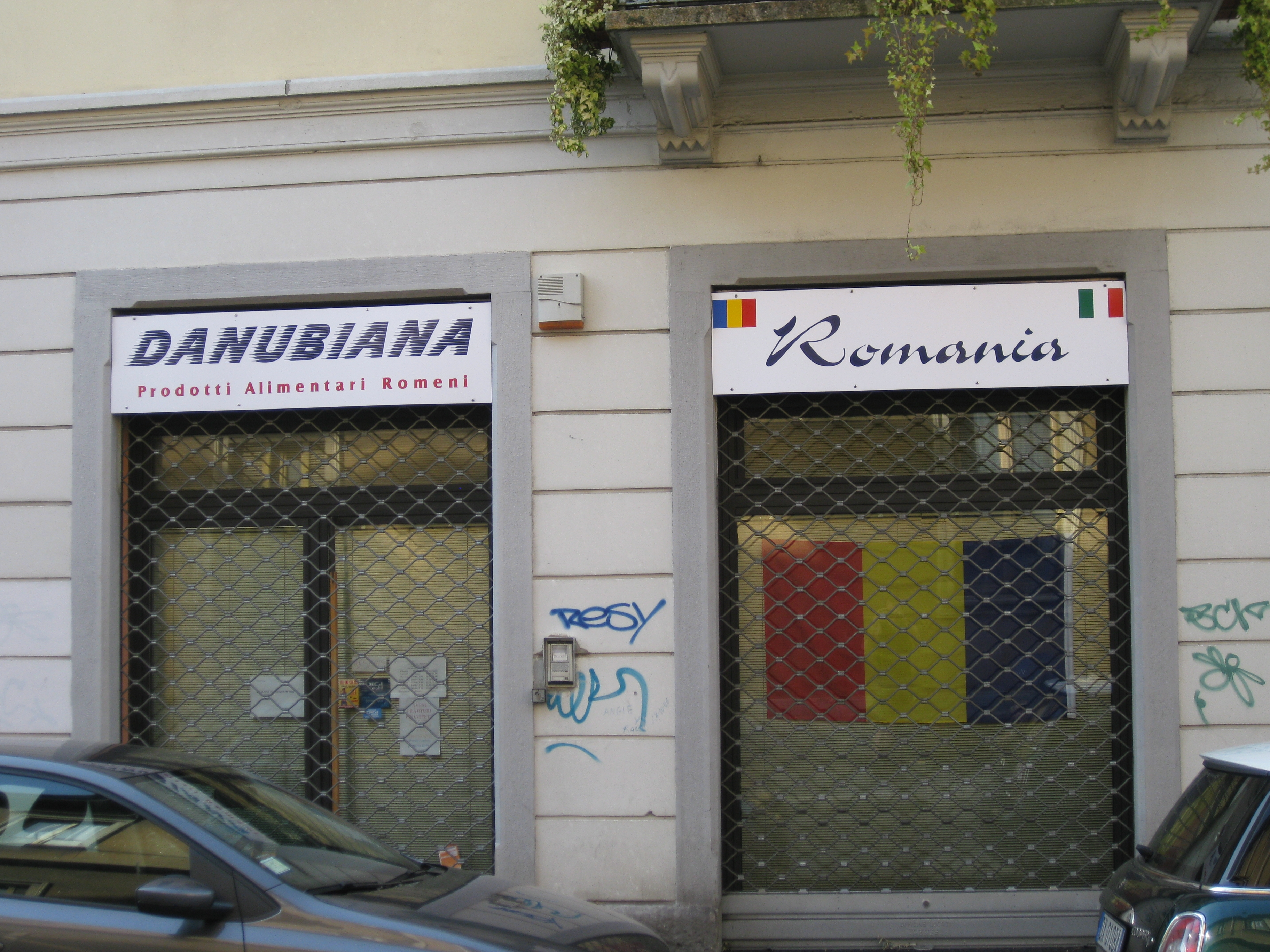
Negozio di prodotti alimentari romeni che prende il nome dal fiume Danubio. (Monza, 2011)

I rumeni in Italia sono la principale comunità migrante in Italia. Con oltre 1 072 001 persone residenti in Italia al 2022, grazie alla libertà di circolazione loro concessa in quanto cittadini dell'Unione europea, ed anche la somiglianza tra la lingua romena e la lingua italiana, che rende l'italiano per i romeni facile da imparare, i romeni hanno rapidamente superato le comunità immigrate storicamente più presenti in Italia, ovvero albanesi e marocchini.

## Storia e caratteristiche
L'immigrazione romena in Italia è un fenomeno migratorio del popolo romeno che ha interessato l'Italia nel XX secolo e nei primi due decenni del secolo successivo.
Caratteristico di tutto il XX secolo, ma accresciutosi a seguito della Rivoluzione romena del 1989, il fenomeno si è ulteriormente accentuato dopo il 2002, con la liberalizzazione dei visti turistici in Romania, e soprattutto dopo il 2007, in seguito all'ingresso della Romania nell'Unione europea e al conseguente godimento per i cittadini rumeni del beneficio della libera circolazione delle persone.
In particolare, nel decennio tra il 2001 e il 2011 la comunità romena in Italia si è di fatto decuplicata, fino a diventare nel 2008 la prima comunità straniera nel territorio nazionale e a sfiorare il milione di persone nel 2012, arrivando a rappresentare circa un quinto di tutti gli stranieri residenti in Italia, oltre che la più grande comunità rumena all'estero in tutta l'Unione Europea.
Tali dati sono relativi ai cittadini romeni residenti in Italia e non tengono dunque conto di coloro che nel frattempo hanno ottenuto la cittadinanza italiana per naturalizzazione, che, ai sensi dell'art. 9 della Legge 5 febbraio 1992, n. 91, per i cittadini di uno degli Stati membri dell'Unione Europea può essere chiesta dopo quattro anni di residenza nel territorio italiano. Non sono disponibili in merito dati di dettaglio per Paese e per anno ma si stima che in totale le naturalizzazioni in Italia siano pari a circa il 15% del totale degli stranieri residenti. Non si tiene altresì conto dei dati relativi alla presenza in Italia di rom con cittadinanza romena.
Secondo diversi analisti, i fattori che hanno favorito questa massiccia emigrazione dalla Romania verso l'Italia sono essenzialmente geopolitici (tra questi la prossimità territoriale e la caduta delle frontiere intereuropee), economici (il basso indice di sviluppo umano in Romania e l'economicità dei trasferimenti) e culturali (in particolare la vicinanza linguistica e culturale). Probabilmente non trascurabile è inoltre una certa «trazione» storico-culturale creata fra i due popoli dalla comunità italo-romena in Romania.

## Demografia
| Cittadini romeni residenti in Italia Dati ISTAT anni 2001-2020 | Cittadini romeni residenti in Italia Dati ISTAT anni 2001-2020 | Cittadini romeni residenti in Italia Dati ISTAT anni 2001-2020 | Cittadini romeni residenti in Italia Dati ISTAT anni 2001-2020 | Cittadini romeni residenti in Italia Dati ISTAT anni 2001-2020 |
| -------------------------------------------------------------- | -------------------------------------------------------------- | -------------------------------------------------------------- | -------------------------------------------------------------- | -------------------------------------------------------------- |
| 2001 (Censimento)                                              | 74 885                                                         | -                                                              | [ 12 ]                                                         |                                                                |
| 2002                                                           | 95 039                                                         | +26,7%                                                         | [ 13 ]                                                         |                                                                |
| 2003                                                           | 177 812                                                        | +87,1%                                                         | [ 14 ]                                                         |                                                                |
| 2004                                                           | 248 849                                                        | +40,0%                                                         | [ 15 ]                                                         |                                                                |
| 2005                                                           | 297 570                                                        | +19,6%                                                         | [ 3 ]                                                          |                                                                |
| 2006                                                           | 342 200                                                        | +15,0%                                                         | [ 4 ]                                                          |                                                                |
| 2007                                                           | 625 278                                                        | +82,7%                                                         | [ 5 ]                                                          |                                                                |
| 2008                                                           | 796 477                                                        | +27,4%                                                         | [ 16 ]                                                         |                                                                |
| 2009                                                           | 887 763                                                        | +11,5%                                                         | [ 17 ]                                                         |                                                                |
| 2010                                                           | 968 576                                                        | +9,1%                                                          | [ 18 ]                                                         |                                                                |
| 2011                                                           | 823 100                                                        | -17,7%                                                         | [ 19 ]                                                         |                                                                |
| 2012                                                           | 933 354                                                        | +13,4%                                                         | [ 6 ]                                                          |                                                                |
| 2013                                                           | 1 081 400                                                      | +15,9%                                                         | [ 20 ]                                                         |                                                                |
| 2014                                                           | 1 131 839                                                      | +4,7%                                                          | [ 21 ]                                                         |                                                                |
| 2015                                                           | 1 151 395                                                      | +1,7%                                                          | [ 22 ]                                                         |                                                                |
| 2016                                                           | 1 168 552                                                      | +1,5%                                                          | [ 23 ]                                                         |                                                                |
| 2017                                                           | 1 190 091                                                      | +1,8%                                                          | [ 24 ]                                                         |                                                                |
| 2018                                                           | 1 143 859                                                      | −3,9%                                                          | [ 25 ]                                                         |                                                                |
| 2019                                                           | 1 145 718                                                      | +0,2%                                                          | [ 26 ]                                                         |                                                                |
| 2020                                                           | 1 076 412                                                      | −6,0%                                                          | [ 27 ]                                                         |                                                                |

Evoluzione del numero di cittadini romeni residenti in Italia (2008-2017)

La gran parte (circa il 60%) dei romeni stabilitisi in Italia proviene dalla regione della Moldavia romena. La distribuzione sul territorio italiano rispecchia per grandi linee quella generale degli stranieri residenti nella penisola, con una netta prevalenza nell'Italia settentrionale e Centrale e in particolare nel Lazio (192 983), Lombardia (167 453), Piemonte (132 970) e Veneto (126 497); le città in cui sono presenti le maggiori comunità romene sono Roma (75 305), Torino (44 383), Milano (13 440), Bologna (9 726) e Verona (9 207).
Al 31 dicembre 2020 i residenti Romeni in Italia sono 1 076 412 confermandosi la prima comunità straniera.

### Attività economiche
Circa l'80% degli immigrati romeni in Italia ha conseguito il diploma e circa il 10% di essi è in possesso di una laurea. Secondo dati delle camere di commercio, a marzo 2013 risultavano iscritte nel Registro del Commercio in Italia 44817 ditte individuali relative a cittadini romeni, per circa il 70% relative al settore delle costruzioni e localizzate per il 95% nel Nord e nel Centro Italia. Sono inoltre registrate 29.372 società in cui uno degli azionari o dei dirigenti è un cittadino romeno.

### Religione
Dal punto di vista religioso i romeni in Italia sono in gran parte riuniti sotto la Eparchia ortodossa romena d'Italia; grazie al contributo dell'immigrazione romena, si stima che dal 2008 la religione ortodossa sia la seconda comunità religiosa in Italia dopo quella cattolica, con circa 1,3 milioni di credenti.

## L'impatto sul sistema lavorativo e socio-economico italiano
Essendo il boom migratorio romeno il più consistente fra quelli avvenuti in seguito al cosiddetto «allargamento a est» dell'Unione europea tra il 2004 e il 2007 e avendo interessato l'Italia più di ogni altro Stato comunitario (contrariamente a quanto accaduto per i flussi demografici provenienti da altri Paesi dell'Europa orientale), esso è stato oggetto di studi e previsioni circa il suo potenziale impatto sul mercato del lavoro e sui sistemi assistenziali, sanitari e previdenziali italiani.
La notevole differenza fra l'indice di sviluppo umano italiano e quello romeno non sembrerebbe tuttavia poter creare significativi aggravi alla spesa sanitaria e assistenziale italiana, grazie ad alcune limitazioni alla libertà di circolazione dei cittadini inoccupati che la Comunità aveva predisposto già in previsione della prima fase di allargamento (nel 2004), al fine di evitare fenomeni di «turismo sociale» verso i Paesi più benestanti dell'Unione. Inoltre, simili eventualità sembrerebbero trascurabili anche da un punto di vista empirico, essendo emerso da alcuni studi che l'emigrazione dai nuovi Stati membri è prevalentemente tesa ad un trasferimento stabile e con finalità occupazionali.
Anche quanto alla previdenza sociale, il sistema italiano non dovrebbe subire particolari ripercussioni finanziarie. Essendo esso finanziato prevalentemente «a contribuzione» (o secondo il «modello bismarckiano») e solo in parte dalla fiscalità generale (o secondo il «modello beveridgiano»), le prestazioni previdenziali erogate sono finanziate con contributi a carico dei lavoratori stessi e dei loro datori di lavoro; inoltre, nel caso le prestazioni venissero erogate dallo Stato italiano a causa della residenza in Italia del beneficiario, ma fossero state maturate anche a seguito di una sua precedente contribuzione a favore dell'Istituto previdenziale del Paese d'origine, nel cui territorio egli era impiegato, l'Istituto erogante italiano può rivalersi pro quota proprio su quello del Paese d'origine, secondo i meccanismi di totalizzazione previsti dal Regolamento UE n° 883 del 2004. Oltretutto, nel contesto di sistemi previdenziali ispirati al modello bismarckiano, quello italiano è fra quelli in cui la contribuzione previdenziale è organizzata secondo un modello di solidarietà intergenerazionale, in base al quale le prestazioni pensionistiche non sono finanziate con i contributi precedentemente versati dagli stessi beneficiari, bensì con quelli versati dalla popolazione attiva del momento, con la conseguenza che l'aumento numerico della popolazione occupata ingenera un aumento della contribuzione previdenziale a vantaggio dell'erogazione delle prestazioni pensionistiche attualmente in corso, di cui godono prevalentemente cittadini italiani, non coperte dall'insufficiente contribuzione degli attuali lavoratori italiani e altrimenti da finanziare ricorrendo alla fiscalità generale.